# Toad River
Der Toad River (englisch für „Kröten-Fluss“) ist ein etwa 180 km langer rechter Nebenfluss des Liard River im Nordosten der kanadischen Provinz British Columbia.

## Namensgebung
Der Toad River wurde nach den zahllosen großen Kröten benannt, welche zu Beginn des 19. Jahrhunderts an seinem Ufer von den Pelzhändlern beobachtet wurden. John McLeod von der Hudson’s Bay Company reiste den Fluss im Jahre 1831 aufwärts und beschrieb die vorgefundenen Kröten.
Die Ureinwohner nannten den Fluss „Tsal-eh-chesi“.

## Flusslauf
Der Toad River entspringt in den Muskwa Ranges im äußersten Norden der Rocky Mountains auf einer Höhe von etwa 1490 m. Er fließt überwiegend in nördlicher und nordöstlicher Richtung. Dabei durchfließt er den Muncho Lake Provincial Park und mündet schließlich in den Liard River. Der Liard River ist ein Nebenfluss des Mackenzie River, der zum Arktischen Ozean fließt.
Der Toad River entwässert ein Areal von etwa 7150 km². Der mittlere Abfluss liegt bei ungefähr 107 m³/s. Im Juni und Juli treten die größten Abflüsse auf.
Ein Flussabschnitt des Toad River befindet sich im Muskwa-Kechika Management Area.